# Cephalotrichum nanum
Cephalotrichum nanum är en svampart som först beskrevs av Christian Gottfried Ehrenberg, och fick sitt nu gällande namn av S. Hughes 1958. Cephalotrichum nanum ingår i släktet Cephalotrichum och familjen Microascaceae.   Inga underarter finns listade i Catalogue of Life.